# Южносуданский фунт
Южносуда́нский фунт (южно-суданский фунт) — денежная единица Южного Судана. Представлена в день провозглашения независимости Республики Южный Судан 9 июля 2011 года. Первоначально введение в обращение планировалось в июле или августе 2011 года. 19 июля новая валюта была введена в обращение в стране официально, купюры начали использоваться в столице страны — Джубе, затем в остальных регионах. Курс южносуданского фунта был приравнен к фунту Республики Судан. Вывод из обращения суданских фунтов займёт от одного до трёх месяцев, в результате чего в Южном Судане в обращении останутся лишь южносуданские фунты.
Представлены банкноты достоинством 1, 5, 10, 25, 50 и 100 фунтов. На аверсе всех банкнот изображён первый Президент Южного Судана Джон Гаранг, руководивший бывшей автономией в 2005 году.
Три новые банкноты в 5, 10 и 25 пиастров были выпущены 19 октября 2011 года.
В июле 2015 года в обращение были выпущены монеты номиналом 10, 20 и 50 пиастров, отчеканенные в ЮАР. Тогда же было заявлено о планах по чеканке биметаллических монет достоинством в 1 и 2 фунта, которые спустя некоторое время также появились в денежном обороте.
4 февраля 2021 года в обращение поступила банкнота 1000 фунтов. 

## Монеты
На аверсе монет — номинал и национальный орнамент, на реверсе — герб и название государства и год выпуска.
| Серия 2015 года | Серия 2015 года | Серия 2015 года | Серия 2015 года                                 | Серия 2015 года | Серия 2015 года | Серия 2015 года | Серия 2015 года      | Серия 2015 года | Серия 2015 года    |
| Аверс           | Реверс          | Номинал         | Материал                                        | Диаметр (мм)    | Толщина (мм)    | Масса (г)       | Гурт                 | Аверс           | Реверс             |
| --------------- | --------------- | --------------- | ----------------------------------------------- | --------------- | --------------- | --------------- | -------------------- | --------------- | ------------------ |
|                 |                 | 10 пиастров     | сталь, плак. медью                              | 19              | 1,9             | 3,5             | гладкий              | нефтяная вышка  | Герб Южного Судана |
|                 |                 | 20 пиастров     | сталь, плак. бронзой                            | 21              | 1,93            | 4,3             | гладкий              | китоглав        | Герб Южного Судана |
|                 |                 | 50 пиастров     | сталь, плак. никелем                            | 23              | 1,93            | 5,25            | прерывисто- рубчатый | белый носорог   | Герб Южного Судана |
|                 |                 | 1 фунт          | сталь, плак.: кольцо — никелем, центр — бронзой | 25              | 2,15            | 7               | рубчатый             | жираф           | Герб Южного Судана |
|                 |                 | 2 фунта         | сталь, плак.: кольцо — бронзой, центр — никелем | 27              | 2,2             | 8               | рубчатый             | щит с копьями   | Герб Южного Судана |

## Банкноты
| Серия 2011—2024 годов                               | Серия 2011—2024 годов | Серия 2011—2024 годов | Серия 2011—2024 годов | Серия 2011—2024 годов            | Серия 2011—2024 годов | Серия 2011—2024 годов | Серия 2011—2024 годов                  | Серия 2011—2024 годов                    | Серия 2011—2024 годов | Серия 2011—2024 годов |
| Изображение                                         | Изображение           | Номинал               | Размеры (мм)          | Основные цвета                   | Основные цвета        | Описание              | Описание                               | Описание                                 | Годы печати           |                       |
| Лицевая сторона                                     | Оборотная сторона     | Номинал               | Размеры (мм)          | Основные цвета                   | Основные цвета        | Лицевая сторона       | Оборотная сторона                      | Водяной знак                             | Годы печати           |                       |
| --------------------------------------------------- | --------------------- | --------------------- | --------------------- | -------------------------------- | --------------------- | --------------------- | -------------------------------------- | ---------------------------------------- | --------------------- | --------------------- |
|                                                     |                       | 5 пиастров            | 120×60                |                                  | серо-зелёный          | Портрет Джона Гаранга | Группа страусов                        | Флаг Южного Судана Портрет Джона Гаранга | 2011                  |                       |
|                                                     |                       | 10 пиастров           | 120×60                |                                  | салатовый             | Портрет Джона Гаранга | Большой куду                           | Флаг Южного Судана Портрет Джона Гаранга | 2011                  |                       |
|                                                     |                       | 25 пиастров           | 120×60                |                                  | розовый               | Портрет Джона Гаранга | Речной пейзаж                          | Флаг Южного Судана Портрет Джона Гаранга | 2011                  |                       |
|                                                     |                       | 1 фунт                | 125×62                |                                  | зелёный               | Портрет Джона Гаранга | Стадо жирафов                          | портрет Джона Гаранга Число «1»          | 2011                  |                       |
|                                                     |                       | 5 фунтов              | 130×64                |                                  | розово-красный        | Портрет Джона Гаранга | Стадо КРС                              | Портрет Джона Гаранга Число «5»          | 2011                  |                       |
|                                                     |                       | 5 фунтов              | 130×64                | 2015                             | розово-красный        | Портрет Джона Гаранга | Стадо КРС                              | Портрет Джона Гаранга Число «5»          |                       |                       |
|                                                     |                       | 10 фунтов             | 135×66                |                                  | лазурно-синий         | Портрет Джона Гаранга | Африканский буйвол с детёнышем; ананас | Портрет Джона Гаранга Число «10»         | 2011                  |                       |
|                                                     |                       | 10 фунтов             | 135×66                |                                  | сине-зелёный          | Портрет Джона Гаранга | Африканский буйвол с детёнышем; ананас | Портрет Джона Гаранга Число «10»         | 2015 2016             |                       |
|                                                     |                       | 20 фунтов             | 138×68                |                                  | оранжевый             | Портрет Джона Гаранга | Орикс с детёнышем; нефтяная вышка      | Портрет Джона Гаранга Число «20»         | 2015 2016 2017        |                       |
|                                                     |                       | 25 фунтов             | 140×70                | Портрет Джона Гаранга Число «25» | оранжевый             | Портрет Джона Гаранга | Орикс с детёнышем; нефтяная вышка      | 2011                                     |                       |                       |
|                                                     |                       | 50 фунтов             | 142×72                |                                  | фиолетовый            | Портрет Джона Гаранга | Стадо слонов                           | Портрет Джона Гаранга Число «50»         | 2011                  |                       |
|                                                     |                       | 50 фунтов             | 142×72                | 2015 2016 2017 2019              | фиолетовый            | Портрет Джона Гаранга | Стадо слонов                           | Портрет Джона Гаранга Число «50»         |                       |                       |
|                                                     |                       | 100 фунтов            | 146×74                |                                  | синий                 | Портрет Джона Гаранга | Лев на фоне водопада                   | Портрет Джона Гаранга Число «100»        | 2011                  |                       |
|                                                     |                       | 100 фунтов            | 146×74                | 2015 2016 2017 2019              | синий                 | Портрет Джона Гаранга | Лев на фоне водопада                   | Портрет Джона Гаранга Число «100»        |                       |                       |
|                                                     |                       | 500 фунтов            | 150×75                |                                  | салатово-зелёный      | Портрет Джона Гаранга | Речной пейзаж                          | Портрет Джона Гаранга Число «500»        | 2018 2020             |                       |
|                                                     |                       | 500 фунтов            | 150×75                | 2024                             | салатово-зелёный      | Портрет Джона Гаранга | Речной пейзаж                          | Портрет Джона Гаранга Число «500»        |                       |                       |
|                                                     |                       | 1000 фунтов           | 158×82                |                                  | розово-фиолетовый     | Портрет Джона Гаранга | Страусы                                | Портрет Джона Гаранга Число «1000»       | 2020-2023             |                       |
|                                                     |                       | 1000 фунтов           | 158×82                | 2024                             | розово-фиолетовый     | Портрет Джона Гаранга | Страусы                                | Портрет Джона Гаранга Число «1000»       |                       |                       |
| Годы, выделенные курсивом, на банкнотах не указаны. |                       |                       |                       |                                  |                       |                       |                                        |                                          |                       |                       |